# Scytodes globula
La araña tigre, araña de patas largas o escupidora (Scytodes globula) es un araña araneomorfa de la familia Scytodidae que puede encontrarse en zonas rurales  y  urbanas de Hispanoamérica. En ciertas condiciones, puede actuar como depredador natural de la "araña violinista" o "de rincón" (Loxosceles laeta).

## Distribución
Esta especie existe masivamente en Chile sobre todo desde la Región de Coquimbo hasta la Región de Los Lagos. También se encuentra en Argentina, Bolivia, Paraguay, Perú, Uruguay, Ecuador y sur de Brasil. En las regiones del norte de Chile, desde Arica y Parinacota hasta Atacama, se encuentra exclusivamente Scytodes univittata (Simon, 1882).

## Descripción

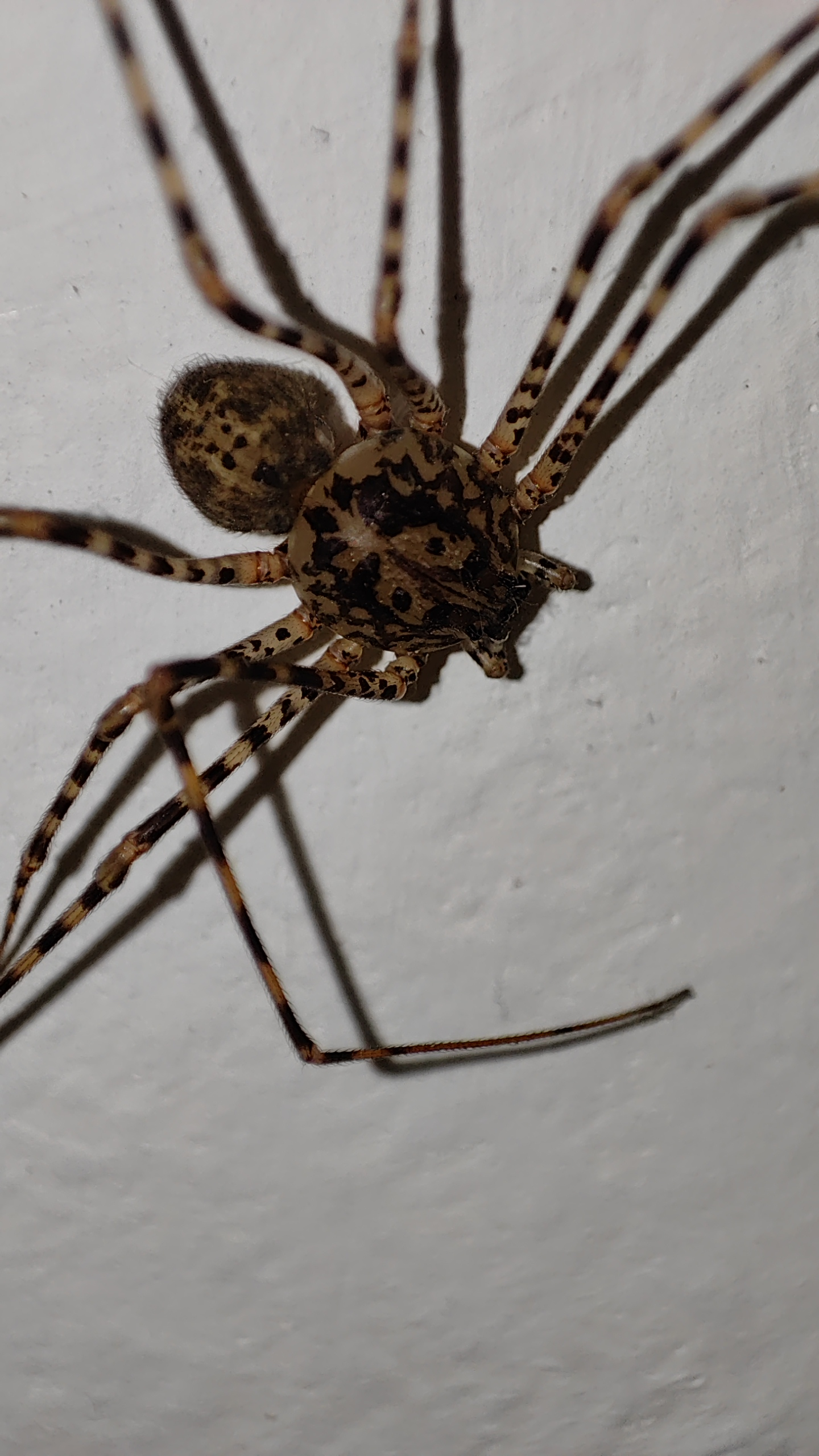
Araña tigre.

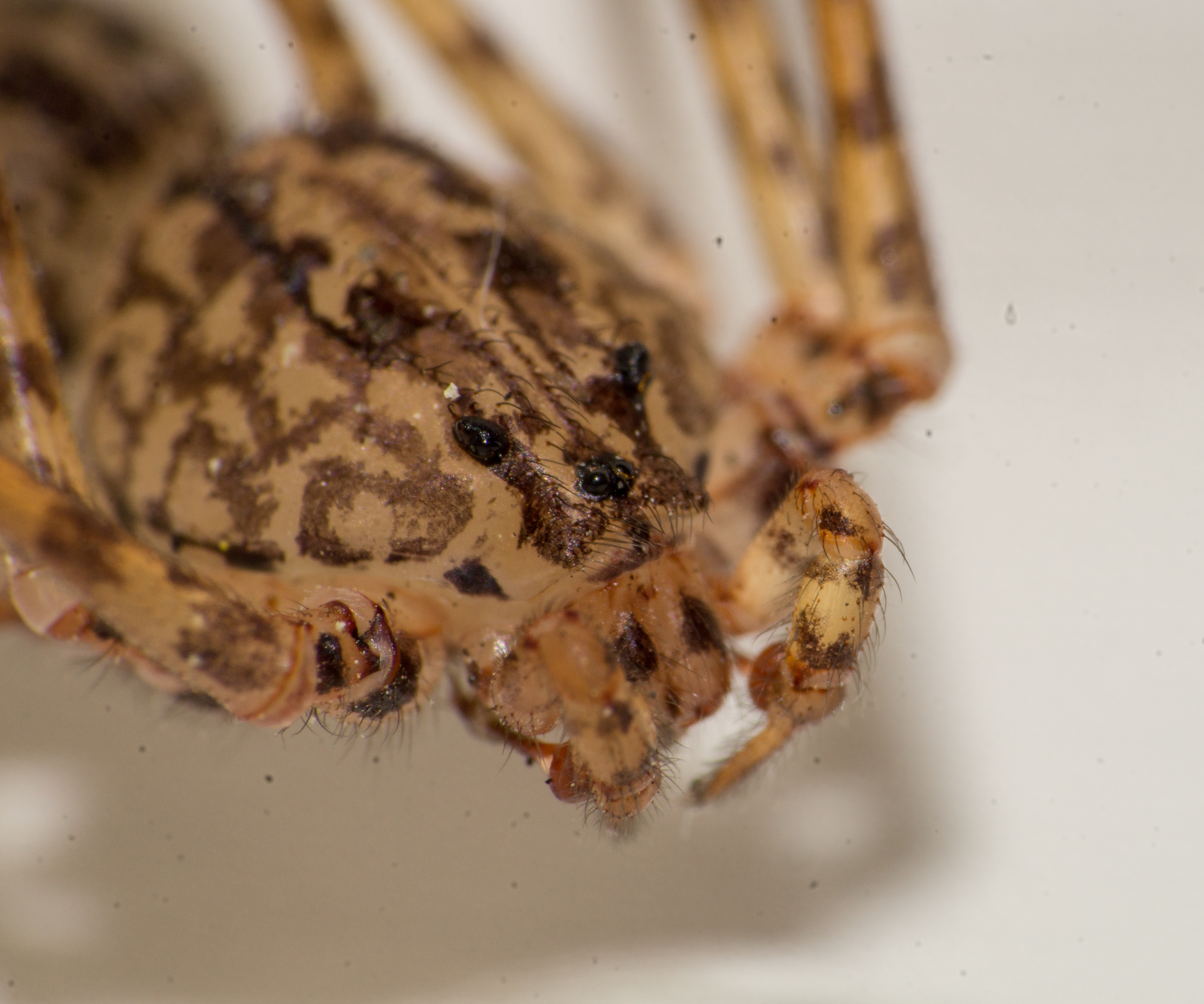
Céfalotorax de Scytodes globula.

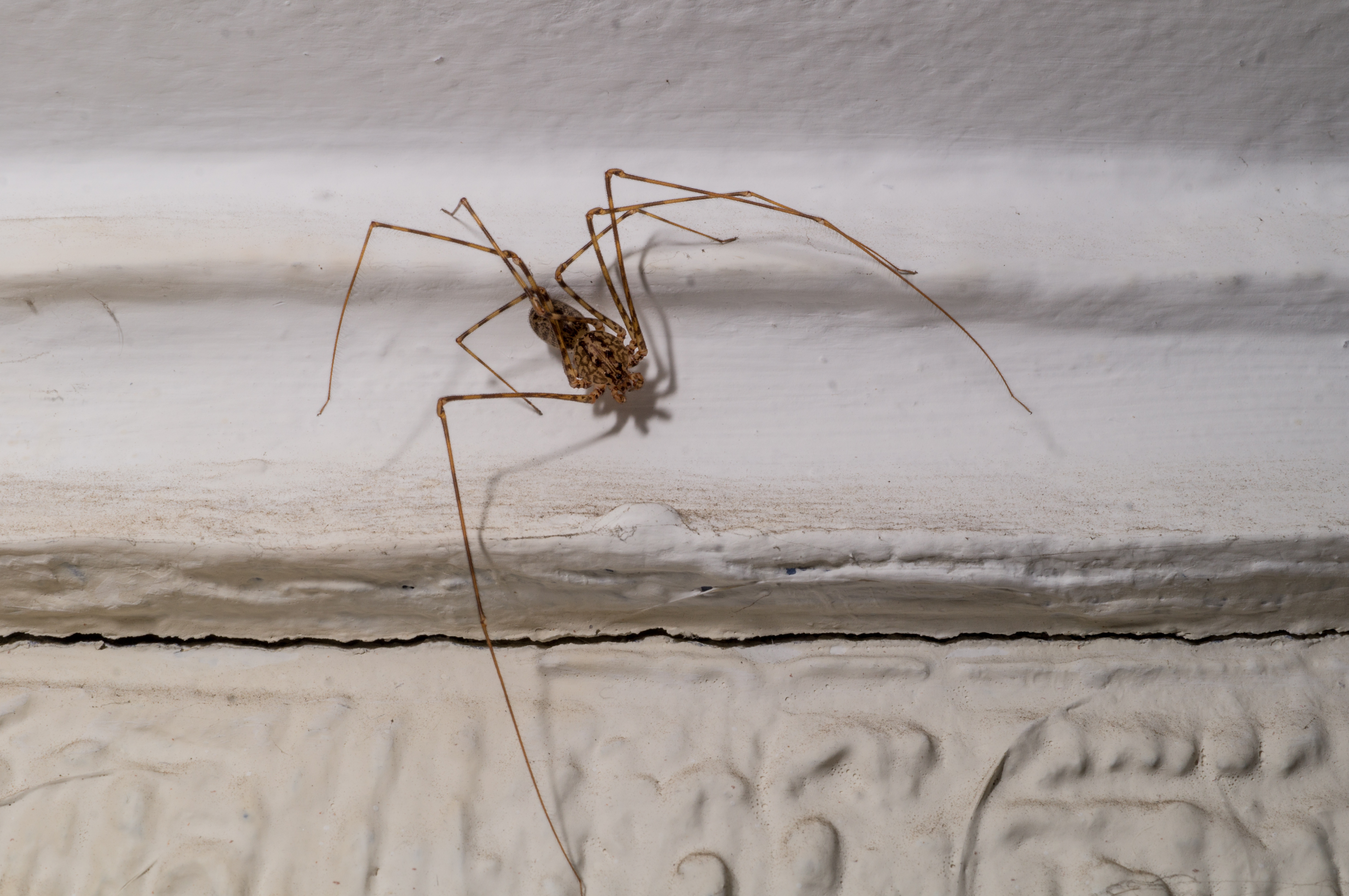
Scytodes globula.

Corresponde a un arácnido cuyo tamaño varía desde los 3 cm con las patas extendidas y los 7 cm en su estado adulto. Su cuerpo es pequeño pero presenta unas patas extremadamente largas y con franjas amarillas y negras, por la cual se le conoce con el nombre  común de Araña tigre. Caza preferentemente de noche. 

### Técnica de caza
La araña tigre se acerca sigilosamente a su víctima y escupe hacia ella, contrayendo su abdomen, construye una telaraña sumamente pegajosa y resistente que aprisiona a su víctima aunque presente mayores proporciones que ella. Luego le inocula su veneno.

### Alimentación
Se alimenta de diversos tipos de insectos como mosquitos, cucarachas, moscas, hormigas, abejorros, tábanos e incluso arañas de rincón.

## Hábitat
Inofensiva para el ser humano, tímida y difícil de ubicar en el día, más bien aparece durante la noche. Suele ocultarse en escondrijos cerca de los ventanales, libreros o rendijas. 
Se recomienda no aplicar insecticidas a las arañas tigres ya que, en ciertas condiciones, puede depredar a la peligrosa araña violinista o de rincón, aunque también puede ser presa de la misma.